# Джо Ансбро
Джозеф «Джо» Ентоні Ендрю Ансбро (англ. Joseph Antony Andrew Ansbro, народився 29 жовтня 1985 року в Глазго) — шотландський професійний регбіст, який виступав за клуби Нортгемптон Сейнтс і Лондон Айріш, а також збірну Шотландії на позиції центру. Був змушений завершити кар'єру у віці 27 років через перелом шиї.

## Ранні роки
Ансбро народився і виріс в Глазго . Після закінчення школи він переїхав в Лестершир і поступив в Стоніхерст-коледж, а після в коледж Робінсона Кембриджського університету . Під час навчання Джо зіграв два матчі за регбійну команду університету, в яких обидва рази були обіграні суперники з Оксфордського університету . Тоді ж він отримав виклик в збірну Англії з регбі U18 .

## Клубна кар'єра
в 2007 Ансбро потрапив в Нортгемптон Сейнтс році, але в першому сезоні пробитися в основний склад не зміг .
2008—2009 стався прорив в сезоні, коли в перших тринадцяти зустрічах за клуб Джо заніс 6 спроб .
2011 рік, регбіст підписав трирічний контракт з Лондон Айріш .
Всього ж за чотири сезони в складі «святих» гравець провів 65 матчів, в яких відзначився 18 спробами.
Свою першу спробу за новий клуб приземлив в матчі Кубка Хейнекен проти Расинга.
У товариській зустрічі проти " Манстера " перед початком сезону 2012—2013 Ансбро зламав одну з кісток шиї.
Спочатку його повернення очікувалося через три місяці, однак на поле регбіст так більше і не вийшов. У травні 2013 року після довгого періоду реабілітації і за наполяганням лікарів Джо вирішив завершити свою регбійну кар'єру .

## Кар'єра в збірній
У 2009 році Ансбро був викликаний до складу Шотландії А на Кубок націй з регбі, який шотландці виграли . У 2010 році Джо дебютував за основну збірну в переможному матчі проти ПАР, ставши першим темношкірим гравцем, коли-небудь грав за «будяків» .
Свою першу спробу за збірну заніс 6 серпня 2011 року в матчі проти збірної Ірландії, вона стала вирішальною і дозволила шотландцям виграти з рахунком 10: 6 . У вересні того ж року Ансбро потрапив в заявку збірної на чемпіонат світу . На турнірі Джо зіграв два матчі — з Румунією і Англією . У першій зустрічі він також зумів приземлити спробу . У своєму останньому міжнародному матчі проти збірної Самоа в 2012 році регбіст також відзначився результативною дією .

## Після ігрової кар'єри
Як випускник Кембриджського університету, Ансбро став працювати викладачем біології та регбійного тренером в школі Харроу.